# 方氏磨塘鱧
方氏磨塘鱧（学名：Trimma fangi）为鰕虎科磨塘鱧屬下的一个种。